# Ladislav Brábek
Ladislav Brábek (* 23. června 1933, Praha) je vysokoškolský pedagog. Přednáší dějiny hudby, estetiku, popularizaci hudby a nástrojovou přípravu na klavír na Pedagogické fakultě Univerzity Karlovy v Praze.
Vystudoval hudební vědy na Filozofické fakultě UK. Později vyučoval na hudební škole v Nymburce, kde působil jako vedoucí klavírní sekce. Působil rovněž jako profesor sólového klavíru na konzervatoři v Plzni. V současnosti vyučuje na Konzervatoři Jaroslava Ježka a na Pedagogické fakultě UK v Praze. Mimo rámec pedagogické činnosti působil 6 let jako dramaturg hlavní redakce hudebního vysílání Československé televize, jako umělecký ředitel Komorní opery v Praze a ředitel Divadla hudby v Nymburku. Věnuje se klavírním doprovodům významných pěvců. V dokumentu Sv. Studeného „Praha na Mozarta nezapomněla“ ztvárnil titulní roli Mozarta.

## Životopis

### Studia
- Středoškolské: 8leté gymnázium Jana Masaryka s maturitou
- Vyšší odborné: Státní konservatoř hudby v Praze,absolutorium ve třídě dr.V.Holzknechta
- Postgraduální: Soukromé postgraduální studium klavírní hry u prof. Fr. Raucha (4 roky) a u doc. Ivana Moravce (4 roky)
- Vysokoškolské: FF UK Hudební vědy a st. zkouška z estetiky Mgr., Rigorózní zkouška PhDr, PeF UK Ph.D

### Praxe
- Hudební škola v Nymburce: Vedoucí klavírní sekce, zástupce ředitele
- Konzervatoř v Plzni: Profesor sólového klavíru, dějin klavírního umění, interpretačního semináře, dějin hudby, estetiky, kulturních dějin a historicko-estetického semináře s vedením diplomových prací
- Konzervatoř Jaroslava Ježka v Praze: Sólový klavír, dějiny klavírního umění, interpretační seminář, historicko-estetický seminář s vedením diplomových prací
- Pedagogická fakulta UK: Dějiny hudby, estetika, popularizace hudby, klavír

Mimo rámec pedagogické činnosti
- Dramaturg hlavní redakce hudebního vysílání Čsl. televize (externě 6 let)
- Autor 15 TV dokumentů (některé přebírány Intervizí, některé ve Zlatém fondu ČsT)
- Umělecký ředitel Komorní opery Prahy (1 rok)
- Ředitel Divadla hudby, Nymburk (3 roky)
- Redaktor nedělního pořadu „Národ v písni“ (externě pro Čs. rozhlas, l rok)

## Umělecká činnost
- Klavírní doprovody významných pěvců (národní umělci, zasloužilí umělci, sólisté ND, St. opery a krajských operních scén, včetně zahraničních) a písňové koncerty
  - např. Tzv. ”Stará garda ND”: Richard Kubla, Štepánka Štepánová, Michal Zabejda, Marie Budíková-Jeremiášová, Miluše Dvořáková
  - dále: Libuše Márová, Jana Jonášová, Yvonna Škvárová, Leo Marian Vodička, Jaroslav Horáček, Dalibor Jedlička, Lilka Ročáková, Naděžda Hympánová-Honzíková, Otokar Vích, Olga Jiráková, Sylvie Kodetová, Věra Soukupová, František Maceška, Stanislav Zajíček, Marie Tymichová, Vilém Míšek, Marie Bartošová, Věra Škorpilová
  - Zahraniční: Agnes Sri Muljaningsih (Indonésie), Pedro Liendo (Venezuela), Julia Albónico (Uruguay), Dulcia Galea (Perú), Bernarda Fink (Rakousko), Eva Meier (Německo) a Kohko Kawai (housle, Japonsko) aj.

- Komponované pořady Pragokoncertu pro Kruhy přátel hudby (Otomar Kvěch, Bořivoj Navrátil)
- Cyklus přednášek pro Kruh přátel výtvarného umění v Chebu (“Tisíc let ve vývoji evropského umění”)
- “Křesla pro hosta” s významnými osobnostmi (R. Deyl st., M. Barvík, Ant. Sychra, dr. V. Smetáček, J. Rohan, V. Holzknecht, M. Budíková)
- 'Stylové průřezové večery se svými posluchači konzervatoře v Plzni (k poznání klavírního odkazu méně hraných autorů-večery J. B. Foerstera, V. Nováka, J. Suka, E. Schulhoffa, O. F. Korteho, Zd. Hůly, Z. Fibicha aj.)
- Zájezdové koncerty a přednášky o hudbě po Čechách, Moravě a Slovensku v počtu několik set v letech 1953–1993
- Výchovné koncerty pro školy ve Středočeském a Západočeském kraji, účast či předsednictví v okresních a krajských porotách tamtéž v letech 1960-1992
- Titulní role v televizním dokumentu „Praha na Mozarta nezapomněla” (režie Sv. Studený 1991 )

## Čestné funkce
- Předseda Společnosti J. B. Foerstera, následně místopředseda
- Předseda maturitních komisí na Pražské konzervatoři (v ulici Na Rejdišti)
- Člen státní zkušební komise pro studium učitelství na PeF UK
- Člen státní rigorózní zkušební komise ve všech oborech a studijních programech na PeF UK

## Vyznamenání a uznání
- 18. září 1995 byl vyznamenán za podíl na přípravě mezinárodního festivalu „Starý Zákon v umění“ velvyslancem Izraele dr. Moshe Yegarem v Rytířském sále Valdštejnského paláce s P. Tigridem
- V prosinci 2008 byl úřadem vlády vyznamenán zvláštním poděkováním za vytvoření webové stránky pro české předsednictví Evropské unii v oblasti umění (s V. Havlem, Zd. Lukešem a jinými osobnostmi)
- Poděkováním Rakouského kulturního institutu za spolupráci v oblasti hudby.